# Alberto Giraldo Jaramillo
Alberto Giraldo Jaramillo PSS (Manizales, 7 de outubro de 1934 - Pereira, 21 de julho de 2021) foi um clérigo católico romano colombiano e arcebispo emérito de Medellín.

## Biografia
Alberto Giraldo Jaramillo era o mais velho dos 14 filhos de Luis Angel Giraldo e Rosa Jaramillo. Além dele, três irmãos seguiram a carreira religiosa: Hernán Giraldo, bispo emérito de Cartago, Lúcia, provincial das Irmãs Franciscanas de Maria Imaculada, e María Elena, também franciscana.
Foi ordenado sacerdote da Arquidiocese de Manizales em 9 de novembro de 1958, pelo Arcebispo Luis Concha Córdoba. No ano seguinte, serviu como vigário cooperador da Palestina. Em 1960, fez sua profissão nos Padres Sulpicianos e concluiu o bacharelado em Teologia na Universidade de Montreal, Canadá, continuando posteriormente a estudar no Angelicum de Roma, onde obteve o doutorado em 1962. Durante seu ministério sacerdotal foi professor nos Seminários de Manizales e Bogotá.
Giraldo foi nomeado em 8 de agosto de 1974 pelo Papa Paulo VI como bispo titular de Obba e bispo auxiliar de Popayán. Foi ordenado bispo em 15 de setembro de 1974, no Seminário Maior de Bogotá, pelo Cardeal-Arcebispo de Bogotá, Aníbal Muñoz Duque; os principais co-consagradores foram Miguel Ángel Arce Vivas, Arcebispo de Popayán, e Pedro José Rivera Mejía, Bispo de Socorro e San Gil.
Em 26 de abril de 1977, foi transferido para a Diocese de Chiquinquirá, da qual foi seu primeiro Prelado. Depois, em 26 de julho de 1983, o Papa João Paulo II o nomeou para a Diocese de Cúcuta. Mons. Alberto Giraldo Jaramillo também foi administrador diocesano de Arauca por oito meses, após o assassinato do bispo Jesús Emilio Jaramillo Monsalve, em 1989.
Foi nomeado pelo Episcopado Colombiano como seu delegado nos Sínodos dos Bispos de 1977 sobre a Catequese, de 1983 sobre a Reconciliação, de 1987 sobre os Leigos e de 1990 sobre a Formação Sacerdotal. Participou também, em nome dos Bispos da Colômbia, nas Conferências do Episcopado Latino-Americano em Puebla (1979) e em Santo Domingo (1992).
Em 18 de dezembro de 1990 foi promovido à Arquidiocese de Popayán. Em 29 de junho de 1991, recebeu o pálio arquiepiscopal do Papa João Paulo II na Cidade do Vaticano. Foi vice-presidente da Conferência Episcopal da Colômbia de julho de 1990 a julho de 1996 e presidente de julho de 1996 a julho de 2002.
Foi eleito Arcebispo Metropolitano de Medellín em 13 de fevereiro de 1997, tomando posse em 19 de março. Na posição de arcebispo de Medellín, também foi Grão-Chanceler da Universidade Pontifícia Bolivariana entre 1997 e 2010.
Dom Giraldo Jaramillo participou como negociador nas conversações de paz com as Forças Armadas Revolucionárias da Colômbia durante o governo do presidente Andrés Pastrana em 2001. Em 2009, também ajudou a obter uma trégua à violência entre os líderes das principais gangues em Medellín.
Em 16 de fevereiro de 2010, sua renúncia ao cargo de Arcebispo Metropolitano de Medellín foi aceita pelo Papa Bento XVI, por razões de idade. Depois, foi nomeado administrador apostólico da Diocese de Cartago, entre maio e outubro de 2010. Em 2012, tornou-se administrador apostólico da Diocese de Armênia, onde permaneceu até a posse de Pablo Emiro Salas Anteliz em 2014.

Mons. Giraldo faleceu após vários meses doente, no Hospital San Jorge de Pereira.